# خواكين أرياس
خواكين أرياس هو لاعب كرة قاعدة دومينيكاني، ولد في 21 سبتمبر 1984 في سانتو دومينغو في جمهورية الدومينيكان.

## وصلات خارجية
- خواكين أرياس على موقع دوري كرة القاعدة الرئيسي (الإنجليزية)
- خواكين أرياس على موقعبيزبول رفرنس.كوم (الدوري الرئيسي) (الإنجليزية)
- خواكين أرياس على موقعبيزبول رفرنس.كوم (الدوري الثانوي) (الإنجليزية)
- خواكين أرياس على موقع إي إس بي إن.كوم (أم.أل.بي) (الإنجليزية)
- خواكين أرياس على موقع مشجعي الرسوم البيانية (الإنجليزية)